# Ematurga kindervateri
Ematurga kindervateri là một loài bướm đêm trong họ Geometridae.